# Allium atroviolaceum
Allium atroviolaceum är en amaryllisväxtart som beskrevs av Pierre Edmond Boissier. Allium atroviolaceum ingår i släktet lökar, och familjen amaryllisväxter. Inga underarter finns listade i Catalogue of Life.